# Шарпантье, Жан-Батист (Старший)
Жан-Батист Шарпантье Старший (1728, Париж — 3 декабря 1806, там же) — французский художник-портретист, представитель стиля рококо во французской живописи.

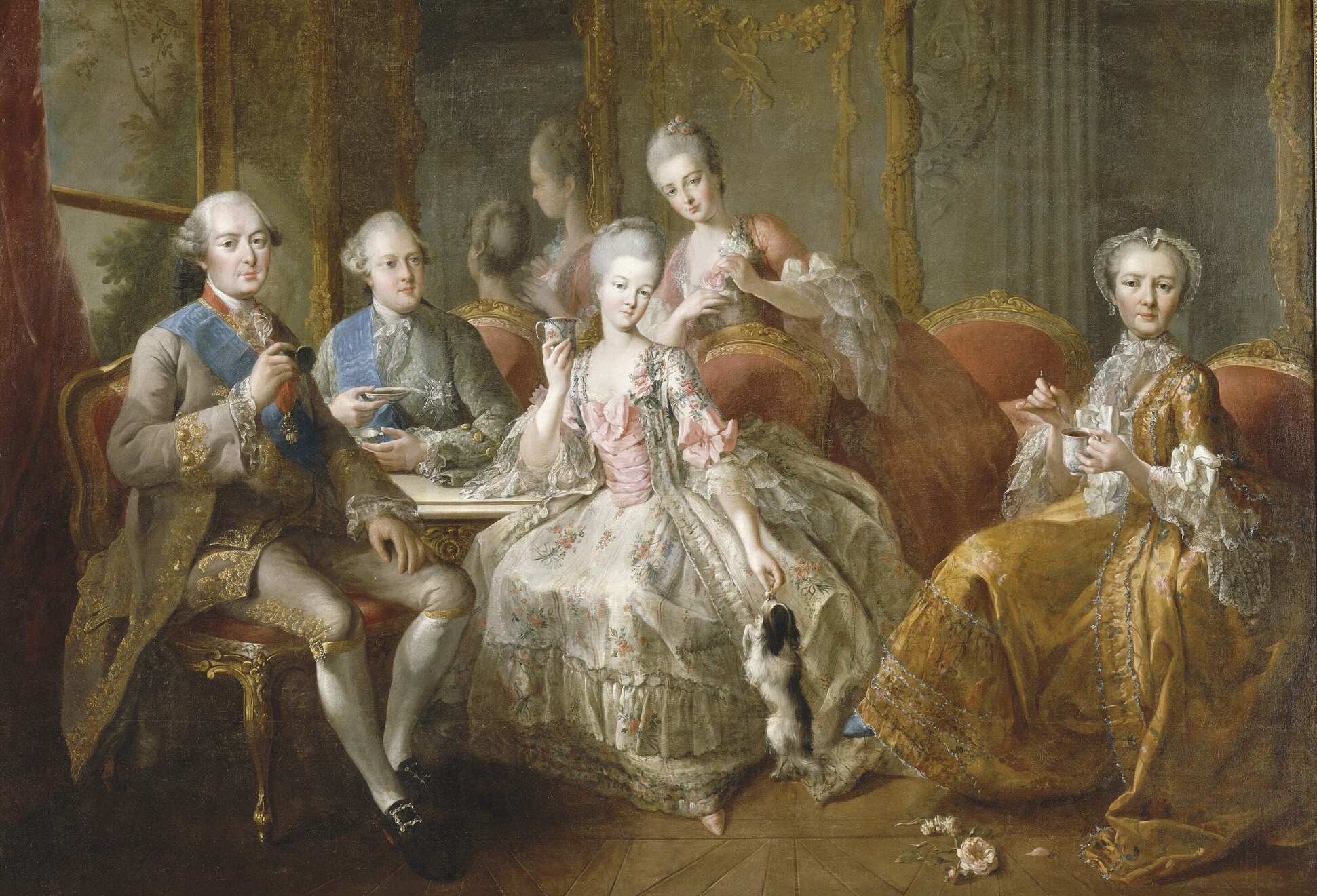
Семья герцога Пентьевра («За чашкой шоколада»). 1768, Версаль

Вероятно, был родственником Жана Шарпантье (? −1777), художника, который был одним из последних директоров Академии Святого Луки в Париже. В этой Академии Жан-Батист Шарпантье обучался живописи с 1760 года. Позже он сам стал там преподавать. Параллельно, Шарпантье желал продолжить своё образование в Королевской академии живописи и скульптуры, но отказался от этого намерения, когда получил должность придворного живописца в богатой и влиятельной семье герцога Пентьевра, внука короля Людовика XIV и его фаворитки мадам де Монтеспан.
Портрет герцога Пентьевра в окружении семьи стал наиболее узнаваемой работой художника. Шарпантье также являлся автором многочисленных портретов, которые пользовались спросом у современников и продавались за хорошие деньги, а также некоторого количества жанровых сцен, которые в то время ценились меньше.
В целом, творческий путь Шарпантье-живописца был достаточно благополучным. Он выставлял свои картины в Академии Святого Луки, а после того, как эта Академия была закрыта, продолжил выставляться в Королевской академии. Когда Французская революция отменила привилегии художников — членов Королевской академии, Шарпантье «перешёл» в Лувр и выставлялся там с 1791 по 1799 год. Лишившись высоких покровителей, он не отчаялся и начал зарабатывать себе на жизнь жанровыми сценами из жизни простых людей, которые неплохо умел рисовать ещё со времён своей молодости.
Жан-Батист Шарпантье был женат на Анне Катрине Лепренс, дочери придворного художника Жан-Батиста Лепренса. Он поддерживал дружеские связи с другими выдающимися художниками своего времени, в частности, с Жаном-Батистом Грёзом. Хотя слава Шарпантье не могла тягаться со славой такого законодателя мод, как Рослин, он сумел внести значительный вклад как в парадную, так и в жанровую живопись своего времени.

## Галерея

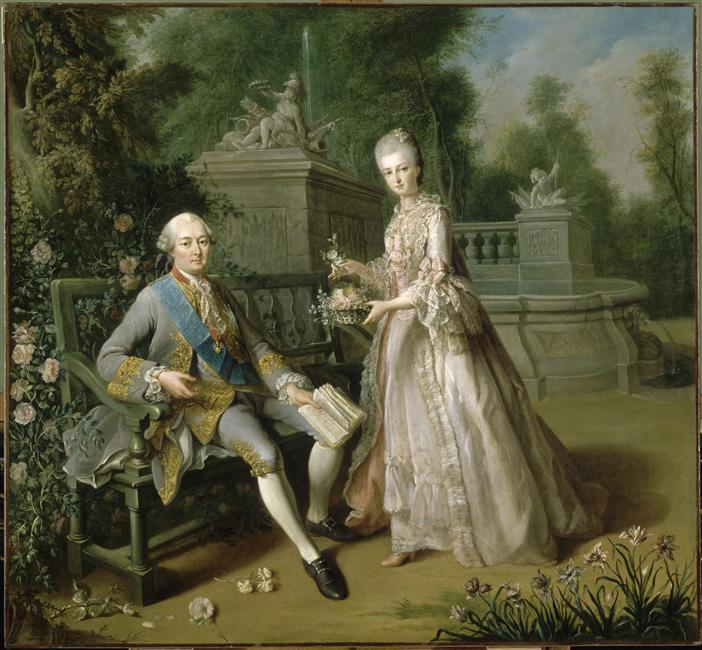
герцог Пентьевр со своей дочерью. 1768, Версаль
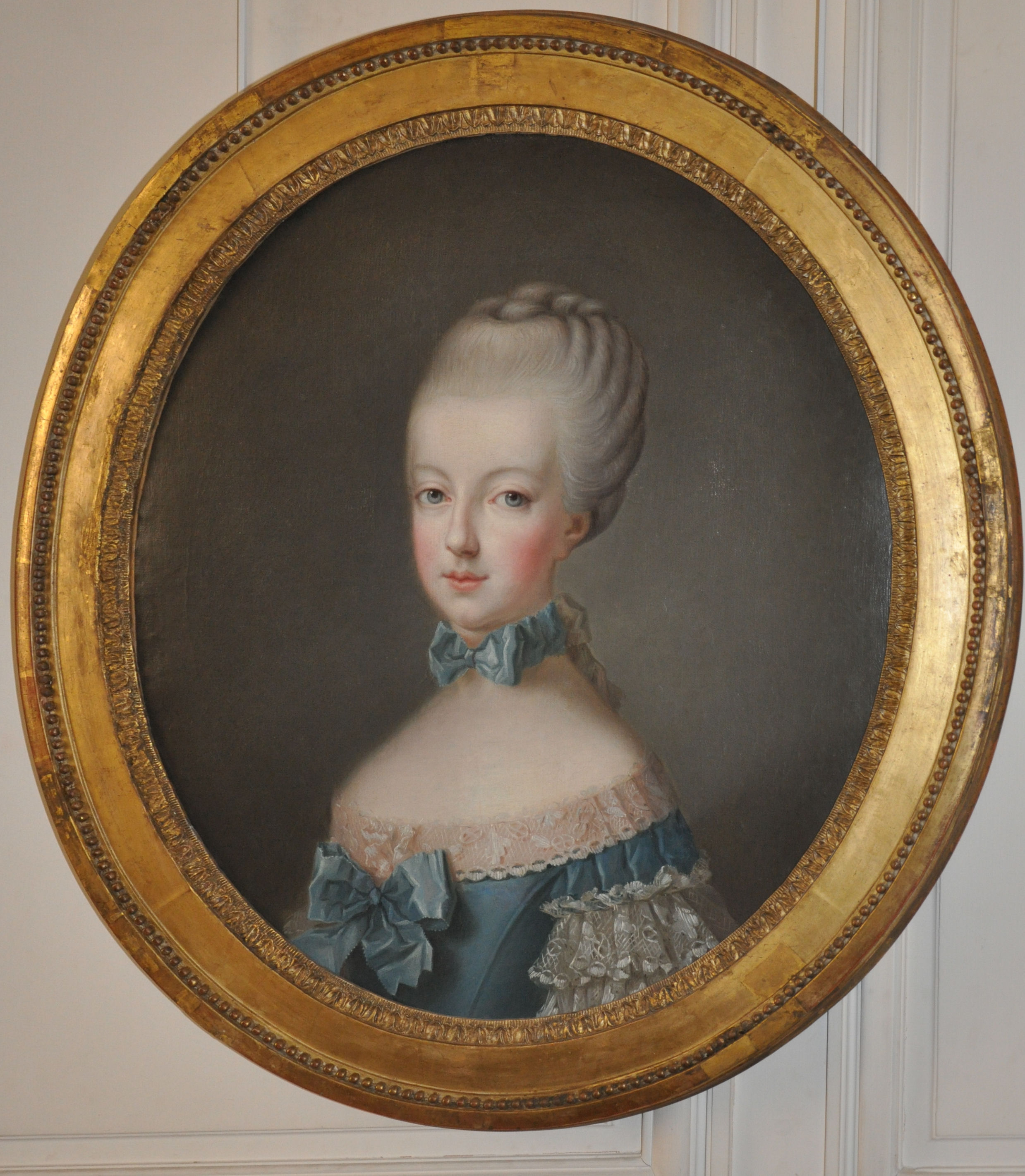
Портрет королевы Марии-Антуанетты. Версаль
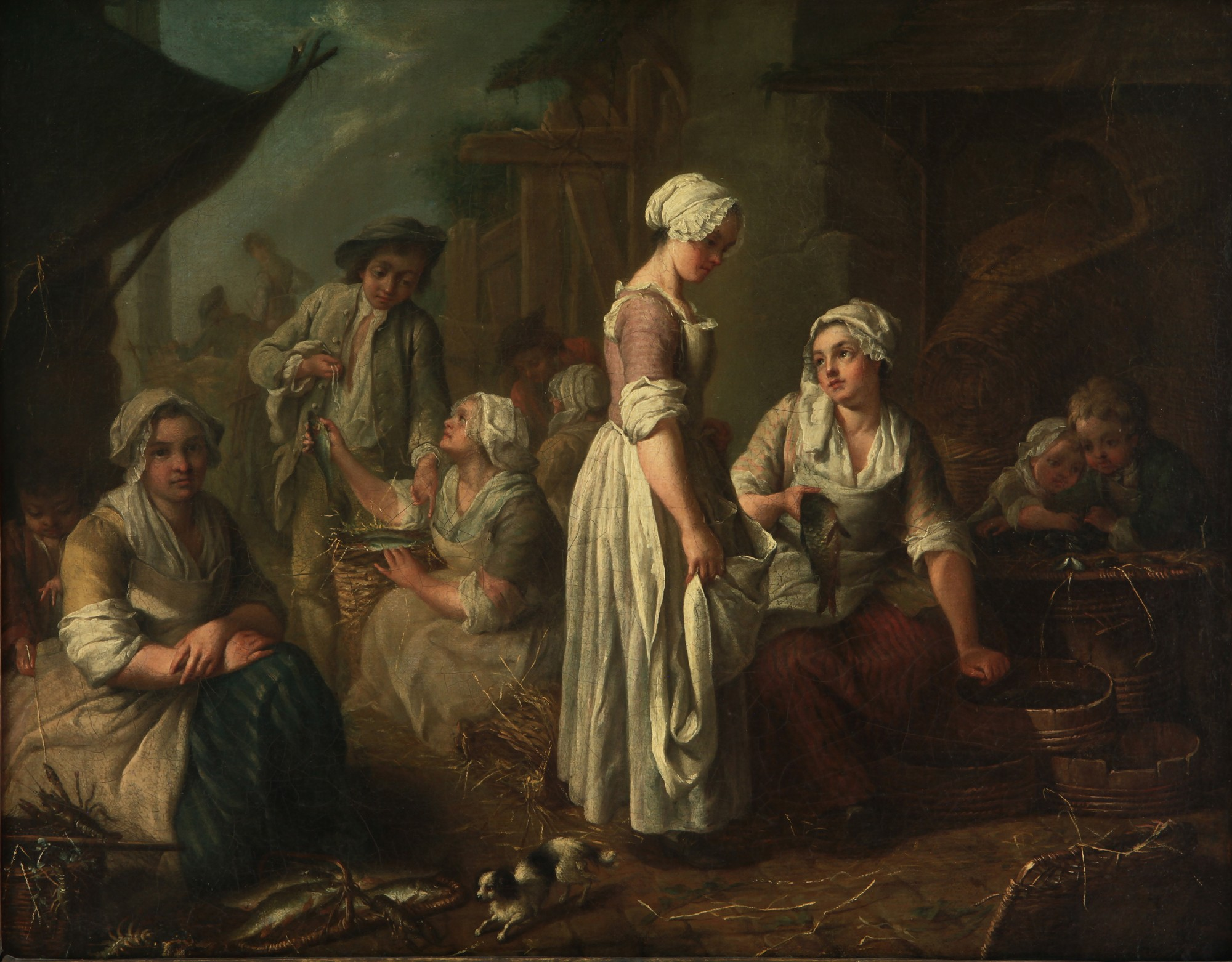
Торговки рыбой. Национальный музей изящных искусств (Буэнос-Айрес)